# 栃木県立宇都宮中央高等学校

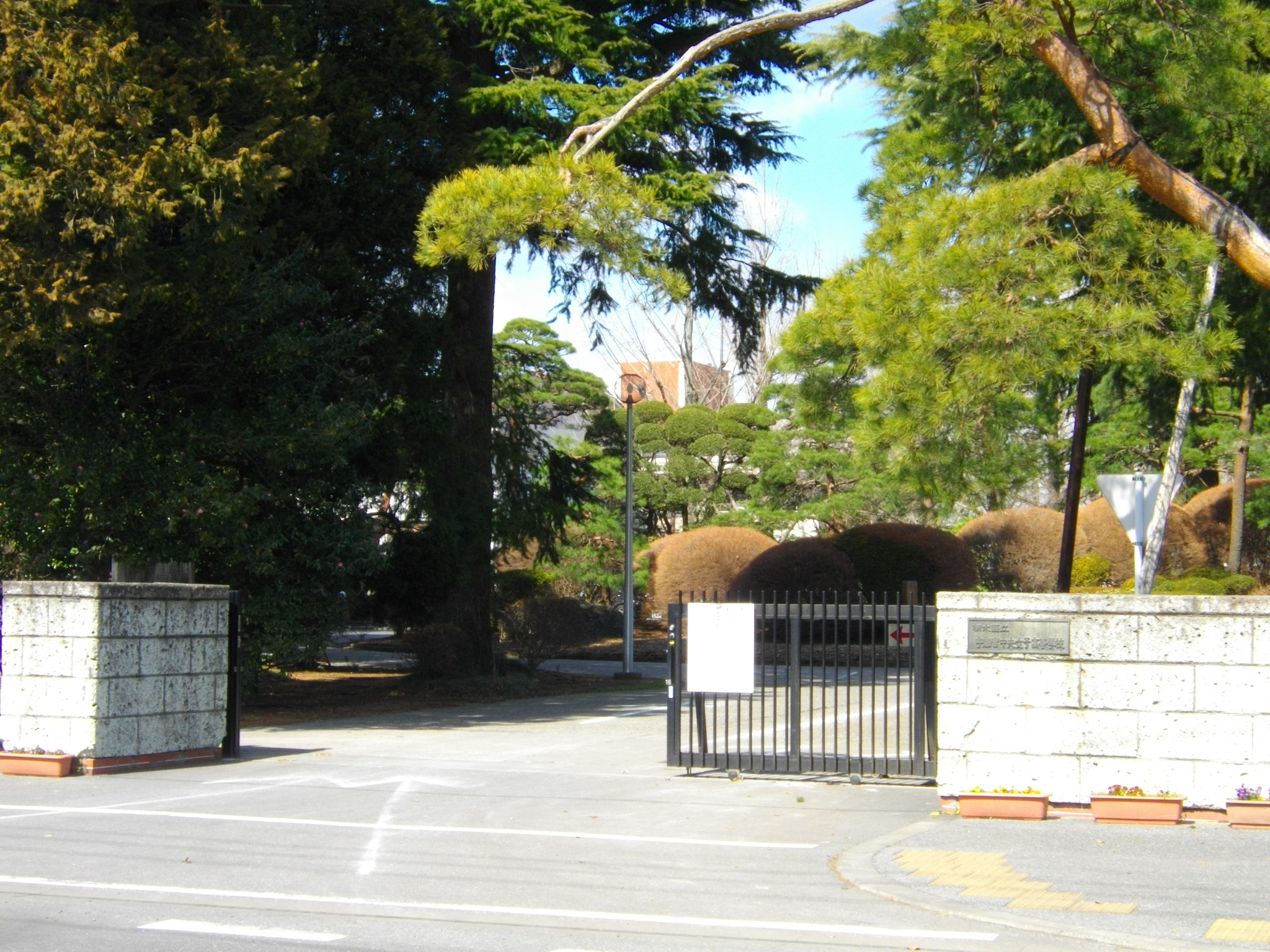
女子高校時代（2014年）

栃木県立宇都宮中央高等学校（とちぎけんりつうつのみやちゅうおうこうとうがっこう）は、栃木県宇都宮市若草二丁目にある県立の高等学校。略称は「中央（ちゅうおう）」「宇中高（うちゅうこう）」「宇中央（うちゅうおう）」など。

## 概要
歴史
1928年（昭和3年）に栃木県女子師範学校に併設された「栃木県立宇都宮第二高等女学校」を前身とする。1948年（昭和23年）の学制改革により新制高等学校となる。1957年（昭和32年）に「栃木県立宇都宮中央女子高等学校」に改称する。2013年（平成25年）に創立85周年を迎えた。2022年に「栃木県立宇都宮中央高等学校」が開校し、2022年度から2024年度にかけて共学化が進められ、2024年3月の宇都宮中央女子高等学校の閉校により、2024年度に完全男女共学化となった。
設置課程・学科
全日制課程 2学科
- 普通科 （各学年6クラス）
- 総合家庭科 （各学年1クラス）

生徒指針
- 「高潔・情熱・進取」

教育目標
- 社会の発展に貢献する情操豊かな人間の育成（中央高）

校章
校名の「中」と「央」の文字を組み合わせたものを背景にして、中央に「高」の文字を置いている。
校歌「虹色の夢」
歌詞には歌詞番号が存在せず、3番まで存在するような歌詞ではあるが、長い1曲となっている。
同窓会
「若草会」と称している。

## 沿革
- 1928年（昭和3年）
  - 4月13日 - 「栃木県立宇都宮第二高等女学校」として塙田町の栃木県女子師範学校内において開校式を挙行。
    - 定員を150名、入学資格を尋常小学校を卒業した12歳以上の女子、修業年限を4年（現在の中1～高1に相当）とする。

  - 10月 - 栃木県師範学校が戸祭校舎に移転したため、併設を解消。
- 1929年（昭和4年）11月16日 - 校旗を制定。
- 1933年（昭和8年）8月31日 - 戸祭町の栃木県女子師範学校構内に校舎を新築して移転を完了（再併設）。
- 1943年（昭和18年）4月1日 - 中等学校令が施行される（旧制中学校・高等女学校・実業学校が旧制中等教育学校としてひとくくりにされる）。
- 1946年（昭和21年）4月1日 - 修業年限が5年となる（ただし4年修了時点で卒業することもできた）。
- 1947年（昭和22年）4月1日 - 学制改革（六・三制の実施、新制中学校の発足）が行われる。
  - 高等女学校としての生徒募集を停止（1年生不在）。
  - 新制中学校を併設し（名称:栃木県立宇都宮第二高等女学校併設中学校、以下・併設中学校）、高等女学校1・2年修了者を新制中学校2・3年生として収容。
  - 併設中学校は経過措置としてあくまで暫定措置として設置されたもので、新たに生徒募集は行われず、在校生が2・3年生のみの中学校であった。
  - 高等女学校3・4年修了者はそのまま高等女学校4・5年生として在籍した（ただし4年修了時点で卒業することもできた）。
- 1948年（昭和23年）4月1日 - 学制改革（六・三・三制の実施、新制高等学校の発足）が行われる。
  - 高等女学校が廃止され、新制高等学校（栃木県立）「宇都宮松原高等学校」が発足。
  - 高等女学校5年修了者を新制高校3年生、高等女学校4年修了者を新制高校2年生、併設中学校卒業者（3年修了者）を新制高校1年生として収容。
  - 併設中学校は継承され（名称:宇都宮松原高等学校併設中学校）、1946年（昭和21年）4月高等女学校へ最後に入学した3年生のみとなる。
- 1949年（昭和24年）3月31日 - 併設中学校が廃止される。
- 1951年（昭和26年）4月1日 - 「栃木県立宇都宮松原高等学校」に改称。定員が200名（普通科150・家政科50）となる。
- 1952年（昭和27年）11月30日 - 新校歌を制定。
- 1956年（昭和31年）11月26日 - 現在地に移転。
- 1957年（昭和32年）4月1日 - 「栃木県立宇都宮中央女子高等学校」（現校名）に改称。制服と校章を改定。定員を400名とする。
- 1959年（昭和34年）5月30日 - 新校旗を制定。
- 1960年（昭和35年） - 全日本学校環境緑化コンクール全国1位に入賞し、文部大臣及び農林大臣賞を受賞。
- 1963年（昭和38年）4月1日 - 家庭科を家政科に改称。
- 1973年（昭和48年）4月1日 - 衛生看護科を設置。
- 1982年（昭和57年） - 全日本学校環境緑化コンクール全国1位に再度入賞、文部大臣・農林水産大臣及びNHK会長賞受賞。
- 1985年（昭和60年）3月23日 - 澄心寮が完成。
- 1986年（昭和61年）5月22日 - 普通教室（第2校舎）が完成。
- 1988年（昭和63年）2月20日 - 第3校舎が完成。
- 1991年（平成3年）7月15日 - 講堂兼体育館が完成。
- 1993年（平成5年）6月30日 - プールが完成。
- 1994年（平成6年）4月1日 - 家政科を総合家庭科に改称。
- 2000年（平成12年） - 多目的ホール（通称・赤レンガ倉庫）が国の登録有形文化財に登録される。
- 2002年（平成14年）4月1日 - 衛生看護科の募集を停止。
- 2003年（平成15年）4月1日 - 本館が完成。
- 2004年（平成16年）3月31日 - 衛生看護科を廃止。
- 2021年（令和3年）12月28日 - 「栃木県立宇都宮中央女子高等学校」の生徒募集停止[2]。
- 2022年（令和4年）4月1日 - 「栃木県立宇都宮中央高等学校」が開校により共学化開始。それに伴い、「栃木県立宇都宮中央女子高等学校」との2校が同時に存在する形になる[3][注釈 4]。
- 2024年（令和6年）」
  - 3月31日 - 「栃木県立宇都宮中央女子高等学校」閉校。
  - 4月1日 - 全学年が「栃木県立宇都宮中央高等学校」の生徒となる。

### 宇都宮中央女子高等学校の共学化
急速に進む少子化を見据えて栃木県教育委員会が策定を進める2018 - 2022年度の第2期県立高等学校再編計画で、宇都宮中央女子高等学校を共学化する方針を固めた。宇都宮地区では、栃木県立宇都宮東高等学校が2007年に附属中学校開設し共学化されたことにより、男女別学校には募集定員に2倍の差が生じたため、栃木県立中央女子高等学校の共学化で男女比を均一にする狙いがあった。
同時に共学化の方針が出された栃木県立足利女子高等学校とともにパブリックコメントを実施した結果、足利女子高に対する反対が多数を占め、中央女子高に対する意見もあったが、2017年11月7日に足利女子高とともに共学化が決定した。2020年（令和2年）7月23日、教育委員会は共学化後の新校名を「宇都宮中央高等学校」とする方向で固まった。校名案にはほかに宇都宮秀央（しゅうおう）、宇都宮令央（れいおう）、潔進館（けっしんかん）、東雲（しののめ）があった。
2022年4月、男女共学校である「宇都宮中央高等学校」が開校し、女子校である「宇都宮中央女子高等学校」は生徒募集を停止した。2024年、宇都宮中央女子高等学校の全生徒が卒業と共に閉校し、男女共学化への移行が完了した。

### 校則について
- 生徒心得
  - - 第2章 服装・挨拶・言葉づかい
  - - 4 携帯電話[注釈 5]
※ 生徒手帳へ記載はされていないが、2024年度から対策が厳罰化し、許可なく使用した場合は放課後まで没収となった。なお校内では、全生徒に貸与される1人1台端末（Windows タブレットPC）が利用可能となっている。
- 生徒会会則 
  - - 第2章 機関
  - - 第6条 総会 - 2(2)[注釈 6]
  - 2024年5月、体育祭のカメラ使用を求め署名活動が起こったが、教員らの弾圧により署名活動が停止するという会則に反する事案が発生した。[要出典]

## 学校行事
- 桜花祭（おうかさい） - 体育祭。
  - 2024年度より、スマホ・カメラ機能の使用が全面禁止となった。
- 秋桜祭（しゅうおうさい） - 学校祭。

## 部活動
文化部
- 演劇部
- 海外研究部
- 合唱部
- 理学部
- SCJRC部
- メディア情報部
- ハンドメイド部
- 吹奏楽部
- 弦楽部
- 競技かるた部
- 美術部
- 文芸部
- 茶華道邦楽部
- 放送部
- 書道部
- ハンドメイド部

運動部
- 弓道部
- 剣道部
- ソフトテニス部
- 卓球部
- ダンス部
- 男子・女子バスケットボール部
- バドミントン部
- 女子バレーボール部
- フェンシング部
- 陸上競技部
- 男子・女子サッカー部
- 硬式野球部

女子バレーボール部は2023年に開催された第75回春の高校バレーに56年ぶり4回目の出場を果たした。
2021年にはインターハイに出場している 。
合唱部は栃木県教育委員会の依頼を受け、2016年（平成28年）に新設された栃木県立特別支援学校宇都宮青葉高等学園の校歌を作曲した。
また、2022年度からいくつかの部活動同士が統合した。

## 赤レンガ倉庫

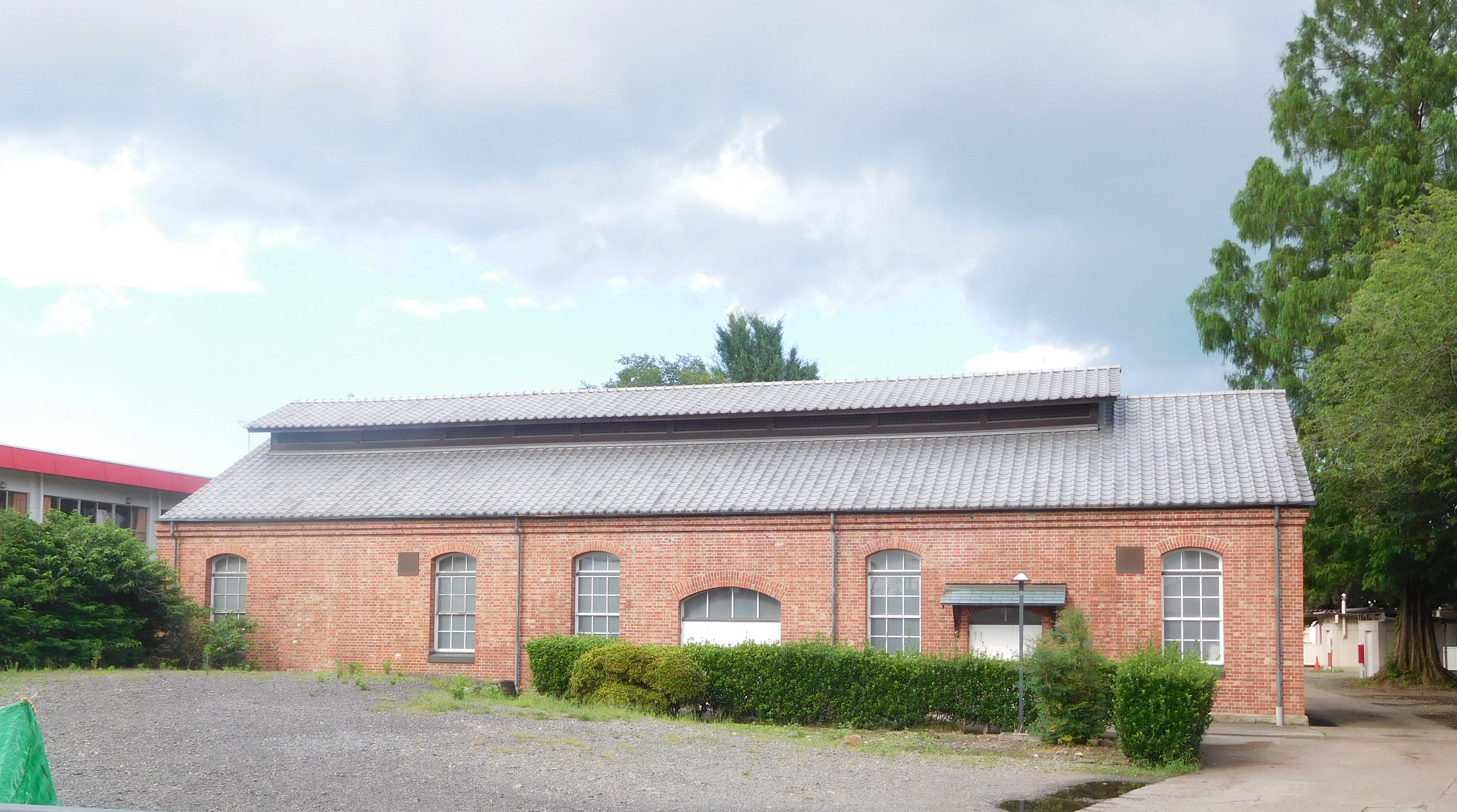
宇都宮中央女子高校赤レンガ倉庫（旧第六十六歩兵連隊倉庫）

- 中央高等学校敷地内に赤レンガ倉庫があり、2000年4月28日に登録有形文化財(建造物)に登録された[13]。
- 明治時代に旧陸軍の第14師団の配下である歩兵第66連隊のために、厨房・食堂・米庫・浴場等の施設を備えたイギリス積みのレンガの平屋建ての建物で、現在は南北に26m、東西に9mとなっているが、当初は南北に82mであったと考えられている。

基礎は、割り栗石とコンクリートの上にレンガを積み芦野石を化粧台に置いている。屋根はトラス構造の小屋根組に越屋根を乗せている。一時的にトタンの切妻造に改修されたこともあるが、旧陸軍関連の史料等に基づき、創建時の桟瓦葺に復元された。
- 歩兵第66連隊廃止後は、空き家を経て1928年に栃木県が軍から払い下げを受け、栃木県師範学校が松原より移転した。この師範学校時代は、歩兵第66連隊時代と変わらず厨房・食堂・浴場として使用されていた。
- 戦後、師範学校が宇都宮大学に統合されると赤レンガ倉庫は理科実験実習室として使用された。
- 宇都宮大学は1955年に峰町に統合移転後、中央女子高が譲り受け、改修工事中に栃木県知事より栃木県立聾学校へ敷地の一部を譲るように要請され、これを受託した結果赤レンガ倉庫は中央女子高と聾学校の敷地を跨ぐ形になった。
- 中央女子高側では1960年まで引き続き理科実験実習室として使用の後、運動クラブの部室を経て倉庫として使われるようになり、登録有形文化財登録後に多目的ホールに改修された。
- 赤レンガ倉庫のうち、聾学校側は食堂・炊事場・浴場として使用していたが、昭和50年代に取り壊された。
- 赤レンガ倉庫の南にもレンガ作りの建物があり、歩兵第66連隊時代は炊事倉庫として、師範学校では武道場として、1963年の中央女子高の家庭科総合実践室建設の頃までは現存していた。

## 著名な関係者

### 卒業生
※ 宇都宮中央女子高等学校 時代
- hiroko - ミュージシャン、mihimaru GTのボーカル[14]
- 玉木朝子 - 衆議院議員（2009年8月 - 2012年11月）[15]
- 後藤あゆみ - プロボクサー[16]
- やまはき玲 - シンガーソングライター
- 加藤真樹子 - ラジオDJ
- 菊池柚花 - タレント[17]
- 山口あや - フリーアナウンサー[18]
- 原みどり - シンガーソングライター[19]

## 交通
最寄りの鉄道駅
- 東武鉄道 宇都宮線 「東武宇都宮駅」

最寄りのバス停
- 関東自動車 細谷車庫方面、ろまんちっく村方面路線「宇都宮中央高校」バス停
- 関東自動車 細谷車庫方面、ろまんちっく村方面、宝木団地方面路線「宝木」バス停

最寄りの国道・県道
- 国道119号（日光街道）
- 栃木県道22号大沢宇都宮線

## 周辺
- 栃木県立聾学校
- 宇都宮大学教育学部附属特別支援学校
- 栃木県警察本部警察学校
- 国立病院機構栃木医療センター・附属看護学校
- 宇都宮中戸祭郵便局
- 宝木保育園
- とちぎ福祉プラザ